# Стрелка голубая
Стрелка голубая, или меняшка кубоносная, или синестрелка кубоносная, или эналлагма голубая, (лат. Enallagma cyathigerum) — вид равнокрылых стрекоз из семейства стрелок.

## Этимология латинского названия

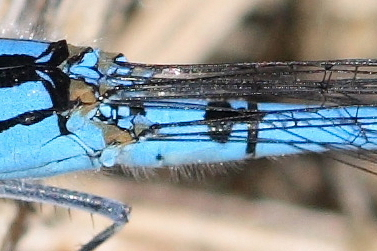
Рисунок на II сегменте брюшка стрекоз в форме кубка или бокала

Cyathus (латинский от греч. δκυαθοζ) — кубок, чашка, ковш; + gero — нести, носить. Рисунок на II сегменте брюшка стрекоз в форме кубка или бокала.

## Описание
Длина 29—36 мм, брюшко 22—28 мм, заднее крыло 18—21 мм. Голова широкая. На затылке находится два светлых клиновидных пятна. Задний край переднегруди закруглённый или почти плоский. Верхняя часть второго бокового шва груди имеет чёрное пятно или с короткую полоску. Крылья прозрачные, их птеростигма одноцветная, тёмная, узкая, равная 1 ячейке. Ноги чёрные или тёмно-серые.
Окраска самца голубая, с чёрным рисунком. Передние сегменты брюшка полностью голубые, с чёрным сердцевидным пятном в задней части. На двух средних сегментах чёрные пятна продолговатые. Тёмный рисунок на II сегменте брюшка самца сверху образован из Т-образного пятна с закруглёнными боками. Конец брюшка голубой, кроме хвостовых придатков. Нижние анальные придатки длиннее верхних.
Окраска самки изменчивая, может быть зеленоватая или красновато-коричневая, преимущественно светло-красноватая или буроватая с чёрным. У самок, в отличие от самцов, продолговатое чёрное пятно имеется на каждом брюшном сегменте. На VIII стерните брюшка перед яйцекладом располагается шип.

## Ареал
Умеренная зона Европы, Сибири и Дальнего Востока, Северная Африка, Передняя и Центральная Азия, Северная Америка.

## Биология
Лёт: май — сентябрь. Стрекозы предпочитают крупные стоячие водоёмы: речные старицы, озёра, пруды, с чистой водой, чаще с обильной водной растительностью и зарослями прибрежных тростников. Нередко стрекозы улетают далеко от водоёмов. Яйца самки откладывают в сопровождении самцов на подводные части растений, при этом самка погружает только брюшко или спускается в воду полностью.
Окраска тела личинок жёлто-коричневая или светло-зелёная, с расплывчатым рисунком. Тело гладкое, к концу развития длиной 19—20 мм. Личинки предпочитают держаться среди водной растительности на глубине 0,3—1 м.